# كهجوق
كهجوق هي قرية في مقاطعة مراغة، إيران. عدد سكان هذه القرية هو 1,256 في سنة 2006.